# 艾雪德列車出軌事故

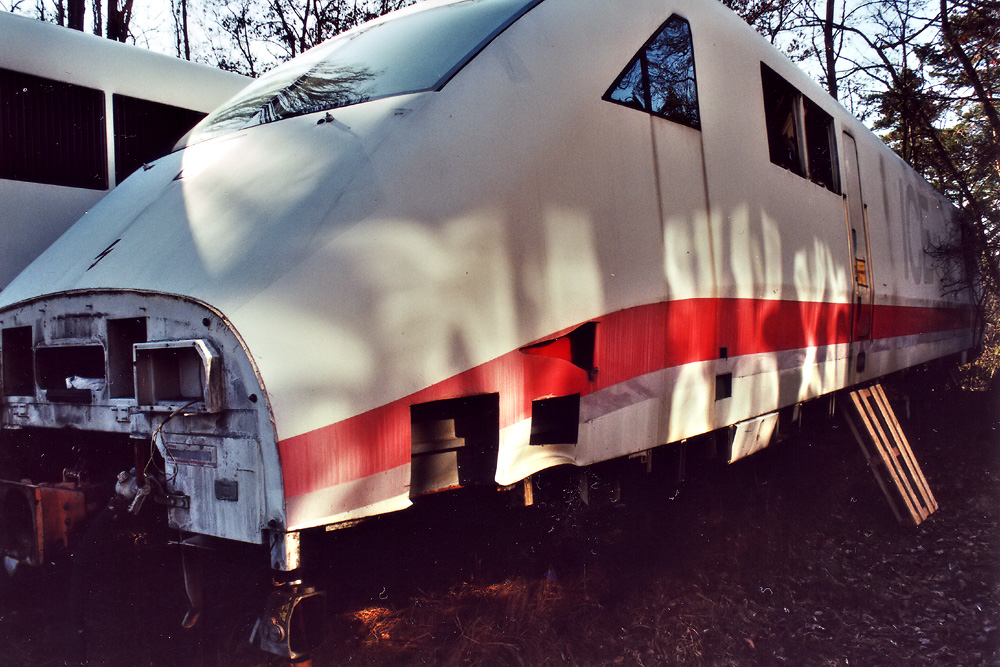
肇事列車（編號401 551）的機車

艾雪德列車出軌事故是1998年6月3日發生於德國下薩克森州策勒縣艾雪德鎮附近的嚴重鐵路事故，造成101人死亡、88人受傷，為德國境內傷亡最慘重的鐵路事故，也是史上最嚴重的高鐵事故，事故原因起於其中一個車輪因為金屬疲勞發生破裂，這個破裂最終導致車輛出軌。

## 事發經過
1998年6月3日，編號51的ICE-1列車營運884次（威廉·倫琴號）車次，從慕尼黑開往漢堡，中途停奧格斯堡、紐倫堡、維爾茨堡、富爾達、卡塞爾、格丁根和漢諾威。
德國時間上午10時30分（UTC+1，後同），列車從漢諾威站開出繼續行程。在距離漢堡市還有40分鐘路程的時候，當列車駛至策勒區艾雪德鎮以南約6公里時，第2節車廂的第3條車軸上的一個車輪外鋼圈因疲乏而突然破裂，鋼條插進了車廂內，拖行了6公里後，列車駛過第一岔道時，破裂的車輪外鋼圈把第一岔道的內側護軌鏟起，插穿了第2節車廂走道並衝破車廂頂，造成第2節車廂後段轉向架向右脫軌，左側車輪觸動了第二岔道左側的右轉軌道，迫使原本主線直行軌道轉換成進入支線軌道，使第3節車廂往支線衝入，並脫軌撞向一條行車橋梁的梁柱，橋梁因而斷裂，兩名正在橋下工作的德國鐵路員工當場被出軌列車撞死。
第3節車廂撞毀橋樑後，第4節車廂躲過了坍塌的橋樑，但拋離軌道衝入樹叢之中，第5節後半段被橋梁壓毀，阻斷了第6節以後的車廂去路，後方的車廂擠成一團，死傷慘重。肇事列車的首節機車與1.2節車廂脫離後，則繼續向前滑動3公里，才停止。

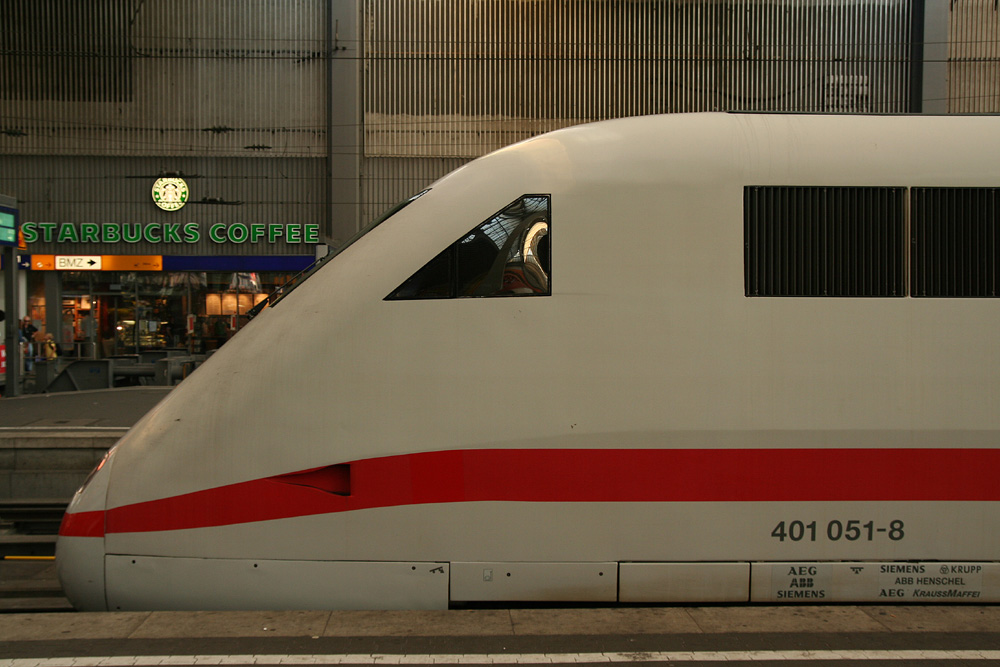
肇事列車的其中一個機車仍在使用中（攝於2007年8月在慕尼黑火車站）

### 救援

#### 开始救援
上午11時正，110接到第一個报案电话。这时，人们还不清楚发生了什么事。2分鐘後，警察报告「艾雪德火车相撞事故」。同时消防和救援机构也接到了报案电话。最先到达的救援者是事故现场附近听到响动的居民。
11時6分，红十字会救援协调中心宣布临近的汉诺威、吉夫霍恩和烏埃爾岑等地区医疗和救援机构进入紧急状态。
11時7分，第一辆消防车到達事故现场。1分鐘後，人们从消防队长现场报告中终于明确得知现场情况，一列高铁列车出轨撞桥。驶向现场的途中消防队长即下令调集本地区所有设备参与救援。与此同时，策勒市、汉诺威两架救援直升机和Fassberg直升机中队的也收到警报赶往现场。根据首批到达现场的救援人员报告，策勒的救援指挥部确认这是一场大规模伤亡事件并启动高级别的警报。该控制中心工作人员只協助一个人问同样的时间，便通知周围的控制中心，最後由就近的汉诺威控制中心，配置了救援直升机採取行動。
为了确保重伤员能够第一时间被运走，11時18分，德铁公司决定停止營運，並於7分鐘後停驶所有列車。該邦消防研習中心機構成員偶然听到交通广播，於是11時42分發出警報派遣。11時45分，开始创建現場應變操作中心。
为救治伤者，當局搭起了帐篷，轻伤者在300公尺外一所健身室就地診治，再轉送醫院。事发后一小时，50多名医生到達现场。12時5分，首名伤者由直升机送往醫院。
12時15分起，集结区191名主要道路沿线的移动注册工作队成立。德国希尔德斯海姆提供从铁路发送Tunnelrettungszug，在12時25分展開救援行動。下午1時，显然有足够的急救人员在场，所有伤者在当时被发现。
经过13小时到达三山的德軍坦克，后来又提出消防部门從汉诺威出動一部40吨起重机除杂物。13時45分，控制中心表示，把所有救出的傷者集中為一點，以便救援和診治。 
约15時，已有87名伤者被送往医院。15時15分，紧急警报解除，此时在邻近的县大部分志愿消防和救援服务人員已被征调。接着就开始设法移开埋住三节车厢的倒塌的桥梁。到了午夜，挖掘出78具尸体。检察官下令，所有尸体都要解剖。
大多数受害者是由于突然从每小時200公里減速到靜止而死亡的，衝力相当于从160公尺高处坠落。

#### 进一步发展
截至18時第一次新闻发布会中，死亡人数已达100人。当天晚上，吊车开始吊掛毀損車廂並清理碎片，而各地救援行动也繼續進行。 
翌日（6月4日），时任总理科尔和下萨克森州部长施罗德到達事發現場視察，他們原需出席一個基督教主教的服务，須由霍斯特Hirschler和约瑟夫Homeyer代替。當時，初步证据指出一个破碎的轮辋造成这一次灾难。 
6月5日，肇事列車部分零件在附近一個樹林中被發現，路軌已大致清理好。6月8日，時任联邦总统赫尔佐克宣布把6月21日定為中央追悼日。事發路段在6月9日恢復行車，首列車於17時35分通过該路段。
6月10日，即事发後一星期，死亡人数上升至99人，另外两个人在医院不治身亡。6月21日，在策勒镇教堂举行了悼念会，共2,000人參加，包括科尔和施罗德。总统赫尔佐克在讲话中特别感谢无数的志愿所作出的贡献，高层领导人員在事故现场敬献了花圈。

## 事故起因

### 輪箍設計
ICE-1列車的車輪組原本均是以鑄鐵製造一體成型，但實際運作發現由於金屬疲勞與失圓，在車輛運行速度產生共振與振動問題；所以，後來改以在車輪外由一層20毫米厚的橡膠包著，外面再套上一個相對地較薄的金屬車輪，該修改的雙層金屬車輪原本是設計用在速度較慢的大眾運輸系統上；因此，雙層金屬車輪表面上未必能看到其出現金屬疲勞形成的微細裂縫。
鐵路機構的多名經理均曾感受過該等震動，並研究如何解決。有工程師認為，必須加強城際特快列車的懸掛系統，雖然同款輪箍未有進行過高速測試，但有效解決行車時的震動問題。在那時，德國缺乏測試車輪真實破壞極限的設施。因此整個原型並未真正實際測試過，設計與規格很大程度僅依賴可得的材料資料與理論。實際經歷的極少實驗室與軌道測試並未對過度磨損狀態下的車輪行為、或是車速高於一般運行速度時進行評估。雖然如此，經歷數年後，車輪證明本身相當可靠，直到車禍發生前，沒有引起任何問題。
在1997年七月，約車禍一年前，負責運轉漢諾威地區路網的公司Üstra在時速24公里的車輛上，發現這種組合設計車輪的疲勞裂痕。他們在裂痕進一步擴大前更換車輪，時間遠早於原先法定規格的更換期限。Üstra將他們的發現以預警通報其他使用這類設計車輪的公司，包括德國鐵路公司。在1997年底，依Ustra公司的說明，德國鐵路公司的回覆聲稱其車輛並未發現這樣的問題。
研究結構耐用性與系統穩定性的夫朗和斐協會負責調查事故的原因，發現這個機構早在1992年已告知過德國鐵路管理當局關於車輪可能破壞的問題。
很快就發現，在設計階段的統計破壞模型中，並未包含往復作用的動態力。設計的結果欠缺適當的安全量，設計過程中下列的因素被低估:
1. 車輪每轉一圈，輪箍會都展為橢圓，(ICE列車車輪每天典型約轉500,000圈)會產生疲勞效應。
2. 相對於單體車輪，裂痕會在內側產生。
3. 當輪箍因磨耗變薄時，動態力的作用會加劇，導致裂痕成長。
4. 輪箍上的平點、脊點、或隆起都會大幅增加作用在車輪組合上的動態力，使磨耗加劇。

### 未能剎車
列車沒有停車使車輪箍剝離，是導致之後一連串災難發生的主因。倘若當時列車能即時剎停，上述一連串嚴重事件發生的可能就會大大降低。
一般而言，鐵路公司當得悉列車有怪聲傳出，便會即時啟動停車與檢查政策，但這個政策則不適用於ICE列車上。當時乘客並未拉緊急停車控制索，而是警示車務人員有一大片金屬插進車廂時，列車經理拒絕剎停列車，直到他親自把問題調查完成，並說明這是公司政策。這裏已損失了一些寶貴時間。拒絕煞車的決定後來進入法庭審理，但對所有對列車經理控告罪名均未成立，因為他的職責是客戶服務，並非列車維護或工程師。他對是否應停車做工程判斷的權責不高於一般乘客。

### 維修及保養
在事發之前，德鐵慕尼黑維修中心的工程人員只能使用標準型的閃燈檢查車輪，而並非用可探測金屬疲勞的儀器，其實他們有更先進的儀器，只是因為存在很多誤差信息，可靠程度並不高，早已被停用。
直至事發前的該星期，在3次同的自動化檢查中，探測到該車輪已有瑕疵。調查人員從列車上的電腦系統取出的維修報告中發現，肇事列車在事發前兩個月，已先後有8次職員投訴來自轉向架上有缺陷車輪的噪音和震動，但德鐵未有更換之，並表示日常檢查妥當，而工程人員也未有就車輪問題而作出預報。

### 其他因素
在事故中倒塌的行車天橋，其設計也是間接導致事故的因素之一，原因是該天橋的兩端是由薄的橋墩支撐著，而並非用實心拱形設計。
另一個因素是轉向架內的焊接位未能完全縫合。

## 後續

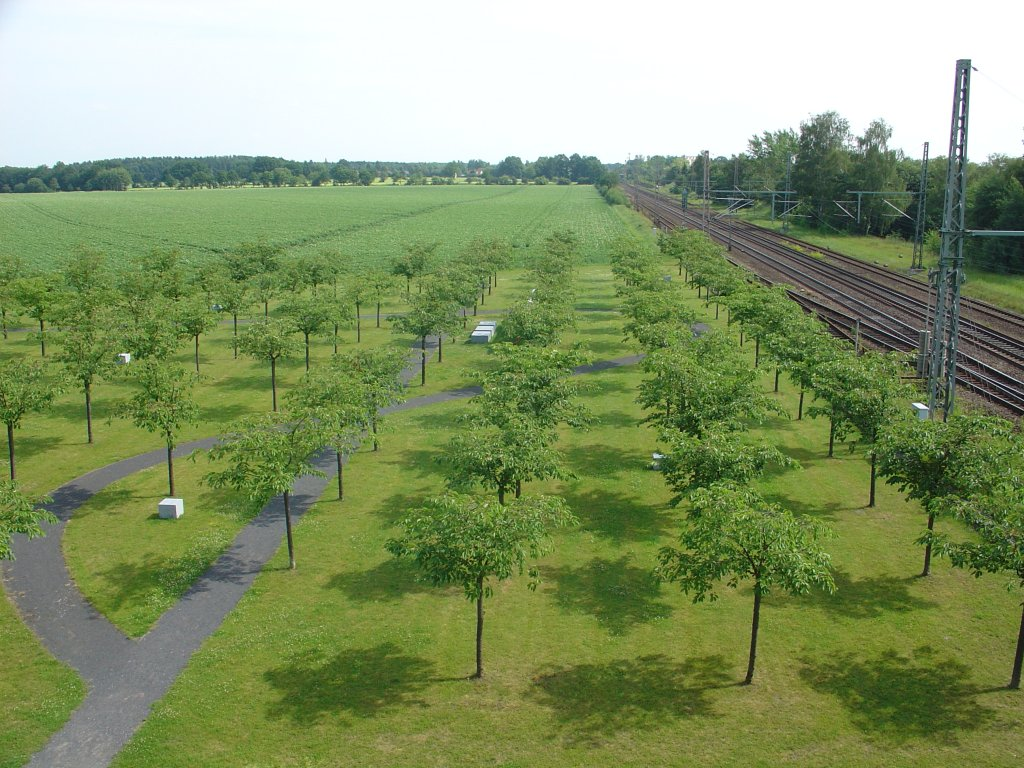
艾雪德列車出軌事故紀念場地

### 法律
德鐵在事發後，隨即向每名遇難者的家屬發放30,000馬克（約19,000美元），之后并作出了细节的赔偿（如精神辅导方面）。而德鐵就該事故的賠償金額高達5000萬德国马克（3000萬美元）。
2002年8月，德鐵兩名官員及一名工程師被控誤殺罪。因為在德國，公司是不會被送上刑事法院審訊的，只有自然人才會。案件於2003年4月審結，该名工程師被罰鍰10,000歐元（約12,000美元）。

### 技術
事發後數星期內，德鐵把所有相類似設計的車輪，以另一種車輪取代。
在事發現場的救援人員，進入車廂救援乘客時遇上困難；主要是因為ICE列車的鋁合金車身及防爆破玻璃窗，令救援人員使用重型救援設備時遇上重大阻力。故德鐵也把所有列車的車窗，更換為在緊急時可用破窗鎚擊破的玻璃窗，以策安全。

### 台灣高鐵棄用歐規高鐵列車
本來台灣高鐵預計採用ICE和TGV合作開發的高鐵列車，最終改為日本新幹線高鐵列車，艾雪德事故為原因之一。

## 外部連結
- ICE/ICT網 （页面存档备份，存于）
- Eschede – Zug 884（德國紀錄片，由Raymond Ley製作）

52°44′04″N 10°13′13″E / 52.7344°N 10.2202°E